# Ammerön

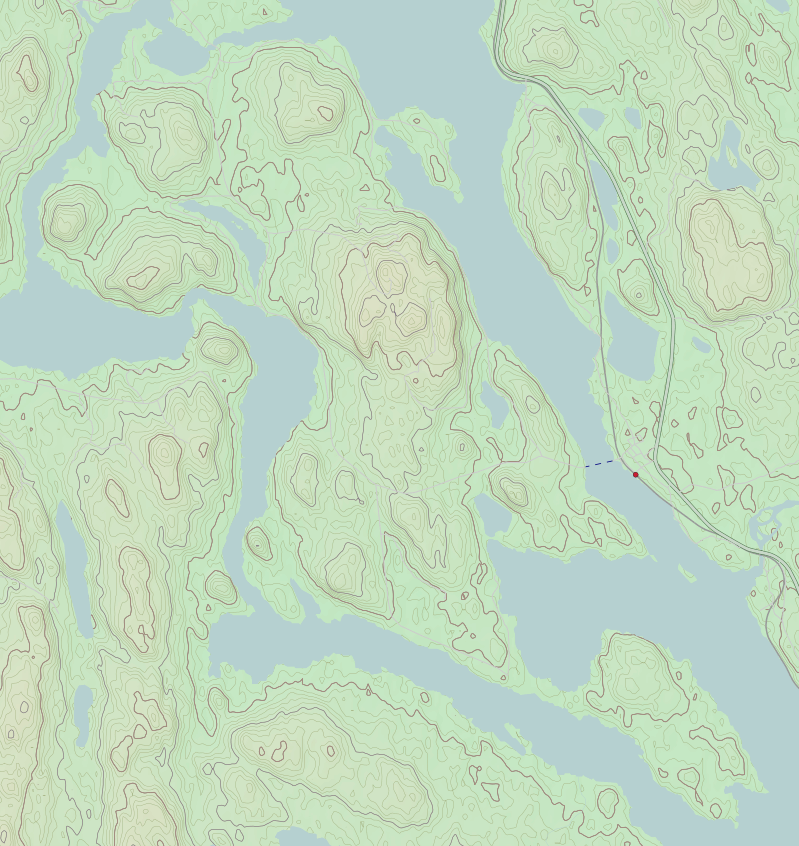
Ammerön dominerar fullständigt i Revsundssjön, som i övrigt består av trånga fjärdar.

Ammerön i Jämtland är Sveriges sjätte största insjöö. Den är belägen i Revsundssjön i Bräcke kommun. Ön ligger helt inom Revsunds distrikt (Revsunds socken) och har en yta på 59,9 km². Den är inte mycket mindre till ytan än sjön, som är 73,4 km² stor.
På Ammerön finns fem byar, Ösjö, Gåsböle, Nor, Rind och Ammer. Ammerön har även en liten insjö, Ösjön, i vilken det finns två små holmar som binds samman med ett vassbälte.
Strax utanför Ammerön ligger en sjunken kopparpråm på botten. Det finns två varianter av historien hur den kom dit; antingen att den sjönk ute på sjön, eller den legat på stranden och under påverkan av vind, vatten och is dragits ut på sjöns botten.
Ön har två huvudsakliga förbindelser med fastlandet. Det finns dels en bro norrifrån, över Skåknoret i närheten av Revsunds kyrka, dels en färjeled – Ammeröleden – som går mellan Stavre öster om Revsundssjön och byn Ammer på Ammerön.

## Källhänvisningar
1. 1 2  "Geografiska uppgifter / Geographical data", s. 10. Scb.se. Läst 4 mars 2015.
2. ↑   Revsundssjön i Nationalencyklopedins nätupplaga. Läst 4 mars 2015.